# Sonia Painchaud
Sonia Painchaud est une musicienne, chanteuse et directrice musicale québécoise des îles de la Madeleine,.

## Biographie
Elle fait ses débuts sur scène avec le spectacle du Cirque Éloize Nomade : la nuit, le ciel est plus grand, mis en scène par Daniele Finzi-Pasca,.
Elle forme en 2008 le duo Brasser Brassens avec le contrebassiste et chanteur Hugo Blouin, en hommage au chansonnier français Georges Brassens, au sein duquel elle est accordéoniste et chanteuse. Le duo réalise notamment trois tournées en Europe, de 2014 à 2016. Un album éponyme est lancé en août 2015, regroupant treize pièces de la formation,.
Avec Esther Noël de Tilly et Annie Vigneau, elle forme le trio Les Margaux, dont la particularité est d'offrir des chansons a capella aux gens qui les embarquent sur le pouce. Leur travail d'interprétation est immortalisé en 2017 dans une capsule de La Fabrique culturelle, et elles participent en 2019 au Festival du chant de marin de Paimpol.
Elle participe en 2020 à une performance musicale avec la formation Jay et les Sensations de l’Archipel, enregistrée par La Fabrique culturelle et diffusée sous le nom Prick Hora, par Jay et ses Sensations.
En 2021, elle est directrice musicale du spectacle de danse Les passantes, chorégraphié par Ginette Laurin, pour lequel elle a réalisé des compositions originales. La même année, elle est également directrice musicale du spectacle Georges à travers le hublot, qui rassemble sept interprètes des îles de la Madeleine (dont elle fait aussi partie) afin de rendre hommage au chansonnier et poète madelinot Georges Langford. Le spectacle est notamment présenté en ouverture de la FrancoFête en Acadie, en novembre 2021 de même qu'au 60e Festival acadien de Caraquet en août 2022, et le collectif se retrouve finaliste pour l'obtention du Prix Coup de cœur de la communauté en 2022, aux îles de la Madeleine.
Elle remporte en 2022 le Prix du CALQ - Artiste de l'année aux Îles-de-la-Madeleine,.

## Discographie
- 2014 : Du goudron et des plumes (voix et accordéon, avec la formation Les fleurs du tapis)[15]
- 2015 : Brasser Brassens (en collaboration avec Hugo Blouin)[3],[16]

## Distinctions
- 2005 : Prix Gemini de la meilleure performance pour un programme ou une série en arts de la scène, attribué collectivement aux artisans du spectacle Nomade : la nuit, le ciel est plus grand du Cirque Éloize[17]
- 2022 : Finaliste (avec le collectif Georges à travers le hublot) pour l'obtention du Prix Coup de cœur de la communauté (décerné par Arrimage, Corporation culturelle des Îles-de-la-Madeleine)[12]
- 2022 : Prix du CALQ - Artiste de l'année aux Îles-de-la-Madeleine[13],[14]